# Hudební znělka
Hudební znělka je hudební skladba, kterou začíná a končí nějaký pořad v rádiu, televizi, epizoda seriálu, film, intro videohry atd. Skladba je většinou skládána pro tento jeden účel a obvykle zazní v úvodních nebo závěrečných titulcích. Úvodní, ústřední či titulní píseň je úvodní hudební znělka opatřená textem.